# Nutbush Creek
Der Nutbush Creek ist ein Bach im Norden des US-Bundesstaates North Carolina. Er entspringt auf dem Gebiet der Stadt Henderson im Vance County und fließt in nördliche Richtung. Vor dem Bau einer Staumauer Anfang der 1950er-Jahre mündete der Bach etwa 30 km Luftlinie von seiner Quelle entfernt in Virginia in den Roanoke River. Seither bildet das überflutete Tal des Nutbush Creek einen weit nach North Carolina reichenden Arm des John H. Kerr Reservoirs. Der Bach selbst mündet heute schon nach rund sechs Kilometern in diesen Stausee.
Seinen Namen erhielt der Bach aufgrund dort einst zahlreich wachsender Haselnusssträucher. Der Nutbush Creek gab seinerseits den Namen für eine alte geologische Verwerfung, die Nutbush Creek Fault. Diese Nord-Süd-Verwerfungszone hat eine Länge von circa 200 km und reicht bis weit nach Virginia.